# Honoré Daumet
Pierre Jérôme Honoré Daumet (n. 23 octombrie 1826, Paris, Franța – d. 12 decembrie 1911, Paris, Franța) a fost un arhitect francez.

## Biografie
A fost elev la Școala de Arte Frumoase din Paris, unde a studiat sub îndrumarea lui Guillaume Abel Blouet, Charles-Félix Saint-Père și Émile Jacques Gilbert. În anul 1855 a obținut Prix de Rome pentru arhitectură.
Membru al secției de Arte Frumoase a Școlii Franceze din Atena, Daumet a participat în 1861, împreună cu Léon Heuzey, la o misiune în Macedonia, la cererea lui Napoleon al III-lea, interesat de câmpurile de bătălie ale lui Iulius Cezar în Orient, printre care și cel de la Pharsalus. Misiunea a scos la lumină antichități dintr-o regiune puțin explorată până atunci, a îmbogățit muzeul Luvru cu câteva obiecte, dar a devenit celebră mai ales datorită calității desenelor realizate de Daumet. La întoarcere, s-a căsătorit cu fiica arhitectului Charles-Auguste Questel.
A fost ales membru al Institutului în 1855 și a primit Marele Premiu al Expoziției Universale de la Paris din 1889. A făcut parte din juriul Expoziției Universale din 1900, an în care a fost decorat cu Marea Cruce a Legiunii de Onoare.
A fost un prieten apropiat al sculptorului Henri Chapu.
A murit la 12 decembrie 1911, la domiciliul său din arondismentul 6 al Parisului, și a fost înmormântat în cimitirul Montparnasse (diviziunea 15).

## Principalele realizări
- Restaurarea vilei tiburtine
- Construirea pensionatului Sion din Tunis
- Extinderea și fațada vestică a Palatului de Justiție din Paris (1867–1899), în colaborare cu Joseph-Louis Duc
- Reconstrucția castelului din Chantilly (departamentul Oise), pentru Henri d'Orléans, duce de Aumale (1875–1882)
- Tribunele hipodromului din Chantilly
- Bazilica Sacré-Cœur din Paris (1884–1886) – Daumet a fost unul dintre cei cinci arhitecți care au succedat după moartea lui Paul Abadie; a fost urmat de Charles Laisné în 1886
- Grenoble: Palatul de Justiție și Palatul Facultăților
- Restaurarea teatrului antic din Orange
- Restaurarea vechiului castel din Saint-Germain-en-Laye (a finalizat execuția proiectului inițiat de Eugène Millet)
- Restaurarea capelei castelului de la Versailles
- Construcția mănăstirii Notre-Dame de Sion din Ierusalim, în stil romanic (ultima stațiune a Căii Crucii)

## Elevi
- Walter-André Destailleur
- Charles Girault
- Frantz Jourdain